# Wilkołak: Bestia wśród nas
Wilkołak: Bestia wśród nas (org. Werewolf: The Beast Among Us) – amerykański horror z 2012 roku.

## Opis fabuły[1]
XIX wiek. Pewna wioska jest terroryzowana przez groźną bestię mordującą mieszkańców podczas pełni księżyca. Młody Daniel, uczeń miejscowego lekarza, dołącza do grupy łowców, którzy próbują upolować potwora. Na czele łowców stoi doświadczony myśliwy Charles. Bestia okazuje się bardzo silna i sprytna.

## Obsada
- Ed Quinn - Charles
- Guy Wilson - Daniel
- Stephen Rea - Doc
- Rachel DiPillo - Eva
- Adam Croasdell - Stefan
- Ana Ularu - Kazia
- Florin Piersic Jr. - Fang
- Steven Bauer - Hyde
- Nia Peeples - Vadoma
- Emil Hostina - Jaeger